# Грийнъп (окръг, Кентъки)
Окръг Грийнъп (на английски: Greenup County) е окръг в щата Кентъки, Съединени американски щати. Площта му е 919 km², а населението - 36 891 души (2000). Административен център е град Грийнъп.